# 大沢庄之助
大沢 庄之助（おおさわ しょうのすけ、1870年10月9日（明治3年9月15日） - 1909年（明治42年）9月13日）は、日本の政治家、衆議院議員（1期）。

## 経歴
千葉県出身。専修学校(現・専修大学)で法律を学ぶ。農業を営み、印旛郡会議員、千葉県会議員、同参事会員、地方衛生会議員、地方森林会議員、千葉県農会幹事、県教育会評議員となる。
1903年の第8回衆議院議員総選挙において千葉県から政友俱楽部公認で立候補して初当選する。衆議院議員を1期務め、1904年の第9回衆議院議員総選挙は不出馬。1909年に死去した。